# 김종성 (1964년)
김종성(金鍾成, 1964년 4월 23일~)은 재일 한국인 축구인이다. 현역시절 포지션은 공격수였다. 현재  FC 류큐 감독으로 재임 중이다.